# Jean-Paul-Égide Martini
Jean-Paul-Égide Martini (alemany: Johann Paul Ägidius Martin)  (Freystadt, 31 d'agost de 1741 - París, 14 de febrer de 1816) va ser un compositor de música clàssica. El seu nom autèntic era Johann Paul Ägidius Schwarzendorf. A vegades conegut com a Martini Il Tedesco, és més conegut avui pel romanç vocal "Plaisir d'amour", sobre el qual es basa la cançó de l'estrella del pop Elvis Presley de 1961 "I can't help falling in love with you" ("No puc evitar enamorar-me de tu"). A vegades es coneix com a Giovanni Martini, donant lloc a una confusió amb Giovanni Battista Martini (el pare Martini), particularment pel que fa a la composició "Plaisir d'amour".
A l'edat de deu anys ja era organista del Col·legi de Jesuïtes de Neuburg, i el 1758 passà a Friburg per a estudiar filosofia. El 1760 s'establí a Nancy com a professor de música, i on trobà una valuosa ajuda en l'organer Dupont; a més d'ajudar-lo a completar els estudis musicals, l'aconsellà italianitzar el seu cognom transformant-lo en Martini a l'alemany i, quatre anys més tard passà a París, on li fou premiada una marxa per la Guardia Suïssa que li valgué el nomenament d'oficial d'hússars. Més endavant fou mestre de capella del príncep de Condé, i després del comte d'Artois. La Revolució li donà el càrrec d'inspector del Conservatori, però al pocs temps el cessà. Durant la Restauració fou inspector de la música del rei.
La part harmònica d'aquest compositor es distingí per la seva força i plenitud i estava basada en els procediments orgànics dels grans mestres alemanys. En les melodies per a música profana si nota molt la petjada de Lully.
Deixà les òperes següents:
- L'amoreux de quinze ans (1771), la qual aconseguí un èxit enorme i el convertí en figura de primer pla de la vida musical parisenca.
- Le fermier cru sourd (1772);
- Le rendez-vous nocturne (1773);
- Henri IV ou la bataille d'Ivry (1774);
- Le droit du seigneur (1783);
- L'amant sylphe (1783);
- Sapho (1794), per l'estrena d'aquesta òpera tornà de la seva breu estada a Lió (1792/94).
- Anetté e Lubin (1800);
- Zimeo (1800);
- Arcabone magicien, inspirada en la llegenda d'Amadís de Gaula.

Així mateix deixà dos Rèquiem (1816), un fou per la mort de Lluís XVI, dues misses solemnis, sis salms a dues veus, sis quartets per a flauta i instruments de corda, 12 tríos per a dos violins i viola, sis quartets per a instruments de corda, i altres composicions religioses i profanes.